# Liste der Mitglieder der National Academy of Sciences/2020
Im Jahr 2020 wählte die National Academy of Sciences der Vereinigten Staaten 146 Personen zu ihren Mitgliedern.

## Neugewählte Mitglieder

### Mitglieder
- Elizabeth Ainsworth
- Richard D. Alba
- Ivet Bahar
- Abhijit Banerjee
- Alice Barkan
- Dafna Bar-Sagi
- Dmitri Basov
- Anna K. Behrensmeyer
- Hugo Bellen
- Gerard Ben Arous
- Bonnie Berger
- Nora J. Besansky
- Joel D. Blum
- Tobias Bonhoeffer
- William J. Borucki
- John F. Brady
- Alison S. Brooks
- Marilyn A. Brown
- Blas Cabrera
- Daniela Calzetti
- Erick M. Carreira
- Anne C. Case
- Carlton M. Caves
- Vinton G. Cerf
- Howard Y. Chang
- Yifan Cheng
- Arul M. Chinnaiyan
- Angela Christiano
- James S. Clark
- Joan W. Conaway
- Victor G. Corces
- Laura G. DeMarco
- John F. Diffley
- Ellen R. M. Druffel
- Randall Engle
- Ronald Fagin
- Katherine Freese
- Dennis Gaitsgory
- Giulia Galli
- James N. Galloway
- Susan J. Goldin-Meadow
- Lawrence S. Goldstein
- Mark Granovetter
- Douglas R. Green
- Robert L. Griess
- Joel F. Habener
- Raymond B. Hames
- Marc M. Hirschmann
- Gregg A. Howe
- Yonggang Huang
- James H. Hurley
- Terence T. Hwa
- Kathleen Hall Jamieson
- Christopher Jarzynski
- Marc K. Jenkins
- Carl June
- Scott Keeney
- Elizabeth A. Kellogg
- Chaitan Khosla
- Mark Kirkpatrick
- John Kormendy
- Adrian R. Krainer
- Michael Kremer
- Clifford P. Kubiak
- Kristine M. Larson
- Richard S. Lewis
- Judy Lieberman
- Christopher D. Lima
- Kerstin Lindblad-Toh
- Diana M. Liverman
- Margaret S. Livingstone
- Jacob Lurie
- Arunava Majumdar
- Michael E. Mann
- Andrew P. McMahon
- Miriam Merad
- Scott J. Miller
- Andrew J. Millis
- Gregory W. Moore
- Sean J. Morrison
- Arkadi S. Nemirovski
- Francis Nimmo
- Kim Orth
- Olivier Pourquié
- Kimberly A. Prather
- Molly Przeworski
- Eliot Quataert
- Jennifer Rexford
- Loren H. Rieseberg
- Michael K. Rosen
- John Rubenstein
- Peter Sarnow
- Alex F. Schier
- John T. Schiller
- Sandra L. Schmid
- Wilfried Schmid
- Erin M. Schuman
- George P. Smith
- Janet L. Smith
- Suzanne Staggs
- Mark Stoneking
- Samuel I. Stupp
- Roger Summons
- Lorraine S. Symington
- Peter Tontonoz
- Florencia Torche
- F. Dean Toste
- Doris Y. Tsao
- Robert Tycko
- Jeffrey D. Ullman
- Veronica Vaida
- Barbara Valent
- Alexander Vilenkin
- Suzanne Walker
- Elke U. Weber
- Janet F. Werker
- Timothy D. Wilson
- Karen L. Wooley
- Lai-Sang Young
- Ofer Zeitouni

### Ausländische Mitglieder
- Brenda J. Andrews
- Silvia Arber
- Spencer C. H. Barrett
- Yoav Benjamini
- Rene Bernards
- Xiaofeng Cao
- Patrick Cramer
- Jean Dalibard
- Esteban Domingo
- Rosemary Elith
- Jürg Fröhlich
- Thomas Henzinger
- Christine E. Holt
- Anthony Hyman
- Bo Barker Jørgensen
- Lewis E. Kay
- Sandra Lavorel
- Richard G. M. Morris
- Naoto Nagaosa
- Anna C. Nobre
- Timothy N. Palmer
- Fiona M. Powrie
- Kazuo Shinozaki
- John R. Speakman
- Volker Springel
- Donna T. Strickland